# La Mort d'un fonctionnaire
La Mort d'un fonctionnaire  (en russe : Смерть чиновника) est une brève nouvelle d'Anton Tchekhov parue en 1883.

## Historique
La Mort d'un fonctionnaire est initialement publiée dans la revue russe Les Éclats, numéro 27, du 2 juillet 1883 sous le pseudonyme A.Tchékhonté. C’est une nouvelle humoristique et ironique sur la servilité et l'obséquiosité des fonctionnaires. 

## Résumé
Ivan Dimitritch Tcherviakov,, fonctionnaire de police, est un homme heureux qui a réussi : il occupe un fauteuil d'orchestre au deuxième rang lors d’une représentation à l’opéra, « mais soudain », il éternue, et asperge devant lui la tête chauve du général Brisjalov. Conscient de sa position hiérarchique inférieure, il lui présente ses excuses une première fois pendant la représentation, puis une deuxième à l'entracte, ce qui énerve le général qui n’y pensait même plus. Malgré les dénégations du général, le fonctionnaire de police craint que celui-ci ne vienne à penser qu'il l'a fait exprès.
De retour chez lui, il informe son épouse de l'accident malencontreux. Sa femme, inquiète elle aussi de l'incident, lui conseille d’aller présenter ses excuses dès le lendemain. Dans la salle d’attente du général, Tcherviakov s'excuse pour la troisième fois, mais soulève toujours aussi peu d’intérêt de la part de Brisjalov. Tcherviakov, se méprenant de cette réaction, va présenter ses excuses une quatrième fois et provoque la colère du général, qui l'accuse de se moquer de lui.
À la cinquième fois, il est chassé par le général hors de ses gonds, qui l'envoie au diable. Cela rend Tcherviakov malade : « il eut l’impression que quelque chose se rompait dans son ventre ». Le fonctionnaire rentre chez lui, se couche tout habillé et meurt.

## Édition française
- Anton Tchekhov (trad. Madeleine Durand et André Radiguet, révisé par Lily Denis), Œuvres, t. I : Théâtre. Récits (1882-1886), Paris, Gallimard, coll. « Bibliothèque de la Pléiade », 1981 (1re éd. 1967), 1510 p. (ISBN 978-2-07-010549-6), « Le Mort d'un fonctionnaire »